# Іван Бодін
Іван Бодін (швед. Ivan Bodin, нар. 20 липня 1923, Сундсвалль — пом. 29 серпня 1991) — шведський футболіст, що грав на позиції захисника за АІК та національну збірну Швеції.

## Клубна кар'єра
У дорослому футболі дебютував 1948 року виступами за команду клубу АІК, кольори якої і захищав протягом усієї своєї кар'єри гравця, що тривала вісім років.
Помер 29 серпня 1991 року на 69-му році життя.

## Виступи за збірну
1951 року провів один офіційний матч у складі національної збірної Швеції.
До того у складі збірної був учасником чемпіонату світу 1950 року у Бразилії, на якому команда здобула бронзові нагороди, а Бодін на поле так і не вийшов.